# 孚日圣迪耶站
孚日圣迪耶站，简称圣迪耶站，是法国的一个铁路车站，位于法国东部城市孚日圣迪耶。

## 位置
孚日圣迪耶站位于孚日圣迪耶市区的南部。车站大致呈东西走向，开口朝北。

## 建筑
孚日圣迪耶站的主站房是一个巴洛克式建筑，由法国建筑师保罗-阿德里安·古尼设计。该站于2007年进行了大规模的翻新，并在车站前方的广场上竖立了一个小型的TGV雕塑，以纪念同年开通的直达巴黎的TGV。

## 设施
孚日圣迪耶站站内设有两台自动售票机和一处人工售票窗口。

## 停靠线路
以下列车线路在孚日圣迪耶站停靠：
| 孚日圣迪耶站列车线路表 |      |                             |          |              |
| 线路                   | 车种 | 上一站                      | 下一站   | 大致运行频率 |
| 巴黎—孚日圣迪耶        | TGV  | 南锡/吕内维尔               | （终点） | 每天1~2趟    |
| 南锡—孚日圣迪耶        | TER  | 埃蒂瓦勒/默尔特河畔圣米歇尔 | （终点） | 每天10趟左右 |
| 埃皮纳勒—孚日圣迪耶    | TER  | 圣莱奥纳尔                  | （终点） | 每天4趟左右  |
| 斯特拉斯堡—孚日圣迪耶  | TER  | 拉沃                        | （终点） | 每天7趟左右  |
| 1.                     |      |                             |          |              |

## 配套交通

### 长途客运线路
| 停靠孚日圣迪耶站的大巴车 |                              | |
| 上下车地点               | 运营单位                     | 主要目的地 |
| 孚日圣迪耶站门口         | Car TER                      | A08 斯特拉斯堡 A21 勒莫梅克斯 · 塞莱斯塔 当某条铁路线施工或罢工时，SNCF可能会提供途径该线路沿途站点的大巴车         |
| 孚日圣迪耶站门口         | 孚日省城际客运 Connex Vosges | 17 坦特吕 · 科尔雪 · 热贝帕勒 · 热拉尔梅 24 阿努尔德 · 弗赖兹 · 普兰凡 66 埃蒂瓦勒-克莱尔方丹 · 穆瓦延穆捷 · 瑟诺讷 |
| 1. 2. 3.                 |                              | |

### 城市公共交通
| 孚日圣迪耶站附近的市内公共交通线路 |                  | |
| 公交车站名称                       | 位置             | 停靠线路 |
| Gare SNCF 火车站                   | 孚日圣迪耶站前方 | 1 火车站（Gare SNCF）- 厄略勒-莫斯（Heullieule Mauss） 2 火车站（Gare SNCF）- 天堂（Paradis） 3 火车站（Gare SNCF）- 第戎（Dijon） 4 火车站（Gare SNCF）- 厄略勒-莫斯（Heullieule Mauss） 7 火车站（Gare SNCF）- 心愿（Souhait） |
| 1. 2.                              |                  | |

### 社会车辆
孚日圣迪耶站门口可停靠机动车辆。

## 节日
每年10月初的国际地理节时，孚日圣迪耶站都会变成一个重要的场馆，其大厅地面上往往会铺上大幅的卫星地图。

## 临近车站
| 孚日圣迪耶站（Gare de Saint-Dié-des-Vosges） |                        |          |
| 上行车站                                     | 线路                   | 下行车站 |
| 拉沃-邦德拉沃利讷站 7.7km ←                  | 斯特拉斯堡－圣迪耶铁路 | （终点） |
| 圣莱奥纳尔站 8.1km ←                         | 阿尔什－圣迪耶铁路     | （终点） |
| 默尔特河畔圣米歇尔站 6.9km ←                 | 吕内维尔－圣迪耶铁路   | （终点） |
| - 本表仅显示运营中的线路及车站               |                        |          |